# Christophe Saintagne
Christophe Saintagne, né le 30 octobre 1977 à Caen (Calvados), est un chef cuisinier français.

## Parcours
Christophe Saintagne grandit à Pont-Audemer. En 1997, il commence son apprentissage chez Guillaume Louet à Conteville puis et est formé à l'Amphyclès à Paris par Philippe Groult. En 1999 il effectue son service national dans les cuisines du palais de l'Elysée. Ensuite, il travaille pour Alain Ducasse au restaurant 59, Poincaré.
En 2002, Alain Ducasse lui confie la direction du restaurant Aux Lyonnais. En 2005, il rejoint Jean-François Piège comme chef adjoint du restaurant deux étoiles Les Ambassadeurs de l'Hôtel de Crillon puis en 2008 revient travailler pour Alain Ducasse comme chef corporate de la vingtaine de restaurants Alain Ducasse dans le monde.
En 2010, Alain Ducasse le place à la tête du Plaza Athénée avec pour mission de conserver les trois étoiles du guide Michelin, puis en 2013 au Meurice après le départ de Yannick Alléno. Là aussi il conserve les trois étoiles du Michelin.
En 2016 il ouvre son propre restaurant, Papillon, dans le 17e arrondissement. Ce restaurant est fermé en 2022 et le chef se consacre à de nouveaux projets indéterminés tantôt en Normandie ou bien encore dans le Nord. Fin 2023 aucune création n'avait abouti. C'était sans le soudain sauvetage sans rancune du monégasque Ducasse qui dès la fin 2024 l'installe dans les cuisines de l'hôtel de Noailles Baccarat récemment loué pour compléter l'abondante collection de tables de luxe réunies par l'Empereur de Monaco.  